# Mietlica
Mietlica (Agrostis L.) – rodzaj wieloletnich roślin zielnych należących do rodziny wiechlinowatych. Zasięg rodzaju obejmuje obszary pod wpływem klimatu umiarkowanego i chłodnego na półkuli północnej oraz góry w obszarze międzyzwrotnikowym. Kwiatostan w postaci drobnych kłosków zebranych w wiechy. Wyróżnia się ok. 150–200 gatunków, z których 7 występuje na terenie Polski. Gatunkiem typowym jest Agrostis canina L.

## Systematyka
Synonimy taksonomiczne
Agrestis Bubani, Vilfa Adans.
Pozycja systematyczna według APweb (aktualizowany system APG IV z 2016)
Rodzaj należący do rodziny wiechlinowatych (Poaceae), rzędu wiechlinowców (Poales). W obrębie rodziny należy do podrodziny wiechlinowe (Pooideae), plemienia Poeae, podplemienia Agrostidinae.
Pozycja w systemie Reveala (1994–1999)
Gromada okrytonasienne (Magnoliophyta Cronquist), podgromada Magnoliophytina Frohne & U. Jensen ex Reveal, klasa jednoliścienne (Liliopsida Brongn.), podklasa komelinowe (Commelinidae Takht.), nadrząd Juncanae Takht., rząd wiechlinowce (Poales Small), rodzina wiechlinowate (Poaceae (R. Br.) Barnh.), podrodzina Agrostidoideae (Dumort.) Beilschm., plemię Agrostideae Dumort., podplemię Agrostidinae Fr., rodzaj mietlica (Agrostis L.).
Gatunki flory Polski
- mietlica alpejska (Agrostis alpina Scop.)
- mietlica olbrzymia (Agrostis gigantea Roth)
- mietlica piaskowa (Agrostis vinealis Schreb.)
- mietlica pospolita (Agrostis capillaris L., syn. A. tenuis Sibth., A. vulgaris With.)
- mietlica psia, m. wąskoliściowa (Agrostis canina L.)
- mietlica rozłogowa (Agrostis stolonifera L.)
- mietlica skalna (Agrostis rupestris All.)

W 2002 podana została z Polski mietlica kastylijska Agrostis castellana jako efemerofit, jednak po weryfikacji okazało się, że brak wiarygodnego potwierdzenia dla informacji o jej występowaniu na tym obszarze.
Lista gatunków